# Lill-Sutsjaure
Lill-Sutsjaure är en sjö i Vilhelmina kommun i Lappland och ingår i Ångermanälvens huvudavrinningsområde. Sjön har en area på 0,735 kvadratkilometer och ligger 519,7 meter över havet.

## Delavrinningsområde
Lill-Sutsjaure ingår i det delavrinningsområde (722935-150545) som SMHI kallar för Utloppet av Stor-Sutsjaure. Medelhöjden är 533 meter över havet och ytan är 9,24 kvadratkilometer. Räknas de 4 avrinningsområdena uppströms in blir den ackumulerade arean 29,34 kvadratkilometer. Matskanån som avvattnar avrinningsområdet har biflödesordning 3, vilket innebär att vattnet flödar genom totalt 3 vattendrag innan det når havet efter 390 kilometer. Avrinningsområdet består mestadels av skog (76 procent). Avrinningsområdet har 1,96 kvadratkilometer vattenytor vilket ger det en sjöprocent på 21,2 procent.